# Union Jack (cómic)
Union Jack es el nombre de tres personajes ficticios que aparecen en los cómics publicados por la editorial Marvel Comics. Creado por Roy Thomas y Frank Robbins, el primer Union Jack apareció por primera vez en Invaders # 7 (julio de 1976). Una segunda encarnación de los mismos creadores apareció en The Invaders # 21, y una tercera encarnación fue creada por Roger Stern y John Byrne para Captain America Vol. 1 # 254 (febrero de 1981).
Después de The Invaders, Union Jack ha aparecido como un personaje regular en las series en curso Knights of Pendragon, New Invaders e Invaders Now, así como dos miniseries homónimas.
JJ Feild interpretó a James Montgomery Falsworth en la película de Marvel Cinematic Universe Capitán América: el primer vengador (2011) como miembro de los Comandos Aulladores.

## Biografía ficticia

### James Montgomery Falsworth
James Montgomery Falsworth o Lord Falsworth, un Par del Reino, es activado por primera vez como el aventurero y agente del gobierno británico Union Jack en la Primera Guerra Mundial. Durante sus aventuras como miembro de los Cinco de la Libertad, se encuentra con el misterioso Barón Sangre, un vampiro saboteador que trabaja para los alemanes. Después de la guerra, Lord Falsworth se retira al hogar de sus antepasados, en Inglaterra, para formar una familia.
Es activado de nuevo como Union Jack durante la Segunda Guerra Mundial. Se convierte en un miembro de los Invasores después de que la Antorcha Humana original salvara a su hija — Jacqueline Falsworth — del Barón Sangre. Jacqueline es revivida por una transfusión de sangre de la Antorcha, que le otorga el poder de la supervelocidad. Como resultado, Jacqueline se convierte en la heroína enmascarada Spitfire (un título que todavía tiene en el siglo 21). Después del ataque, Lord Falsworth ofrece su mansión como base de operaciones de los Invasores. Después del ataque del Barón Sangre a Jacqueline, James descubre que el vampiro es en realidad su hermano, John. Durante una batalla, Sangre aplasta las piernas de Union Jack bajo una roca, terminando así su carrera como héroe. Antes de que la batalla termine, James es capaz de empalar a Sangre en una estalagmita bañada en plata. Poco después, deja a los Invasores.
Aunque incapaz de usar sus piernas, James más tarde viaja con Spitfire y Dyna-Mite a la Alemania nazi buscando al hijo de James, Brian, al que creen un traidor al servicio de los alemanes. Falsworth y Dyna-Mite son capturados por los nazis para después ser rescatados por Brian. James descubre entonces que Brian, en realidad, lucha contra los nazis con la identidad de "el Destructor". Aclarado el malentendido, padre e hijo reconcilian sus diferencias y James le pasa el manto de Union Jack a Brian, con lo que Brian abandona su identidad de Destructor.
Sin embargo, el padre sobrevive al hijo cuando Brian muere en 1953 como consecuencia de un accidente automovilístico. Tras la tragedia, decide vivir sus últimos días como escudero del país y finalmente, se retira.
Años más tarde, James Montgomery Falsworth contacta al Capitán América para combatir de nuevo al Barón Sangre. Falsworth vence por fin al Barón, con la ayuda del Capitán América y la tercera encarnación de Union Jack (Joey Chapman). Después de este episodio, James Montgomery Falsworth fallece de un paro cardíaco debido a la vejez.
Es visto de nuevo cuando el Barón Zemo viaja atrás en el tiempo, en Barón Zemo: Nacido Mejor #3.

### Brian Falsworth
El segundo Union Jack aparece por primera vez como el Destructor en Invasores #18, y se convierte en Union Jack en Invasores #21. También fue creado por Roy Thomas y Frank Robbins. Su hermana, Jacqueline Falsworth, es la superheroína británica conocida como Spitfire.
A diferencia de Union Jack, que es un personaje en retroactiva en la línea de tiempo de la Segunda Guerra Mundial, el Destructor en realidad es un personaje original de la Edad de Oro. El Destructor apareció por primera vez en Mystic Comics #6 (octubre de 1941), publicado por el predecesor de Marvel Comics, Timely Comics. En la serie de los 1970 de Roy Thomas Los Invasores, la identidad del Destructor de la Edad de Oro de Kevin "Keen" Marlow es explicada como un alias, aunque esto fue más tarde retroactivado por los editores de Marvel, que restablecieron a Marlow como un individuo separado que permitió a Falsworth y Roger Aubrey combatir también como el Destructor. El Destructor se destaca por ser una de las primeras creaciones de la leyenda de la industria Stan Lee.
Brian Falsworth es el hijo de James Montgomery Falsworth, nacido como su padre en la Mansión Falsworth en un pueblo al norte de Londres. Brian y su amigo y amante Roger, son inicialmente simpatizantes de Alemania y apoyan la paz entre esta y el Reino Unido. Hacia el final de los años 1930, la pareja entra en Alemania, pero rápidamente descubren la naturaleza malvada del régimen nazi. Brian es lanzado a la cárcel, y Roger es dado a los científicos alemanes.
Brian adquiere superpoderes gracias a la ayuda de un científico alemán que trata de recrear la Fórmula Super Soldado que resultó en el Capitán América. Brian escapa de prisión y se convierte en un luchador de nazis disfrazado en Alemania, llamándose a sí mismo el Destructor.
Mientras tanto, Roger es utilizado para los experimentos. Le lavaron el cerebro y su cuerpo es reducido en tamaño. Midiendo un pie de altura, pero con la fuerza de un hombre de tamaño completo, se le da el nombre Dyna-Mite. Con su memoria borrada, los nazis liberan a Dyna-Mite contra los aliados, en una trama que incluye a los Cruzados.
Mientras tanto, Brian, reunido con su familia y reconciliándose con su padre, investiga el pasado de Dyna-Mite. Brian finalmente descubre la verdad detrás de Dyna-Mite, y el tamaño y la memoria de Roger se restauran. Después de que las piernas de su padre son aplastadas por el Barón Sangre, Brian se entera de la identidad disfrazada de su padre como Union Jack. Junto con el Capitán América, Brian combatió contra los soldados nazis, y rescató a Lord Falsworth y Dyna-Mite cuando lo buscaron en Alemania y fueron capturados por los nazis. Brian adoptó la identidad de Union Jack como un aventurero y un agente del gobierno británico en lugar de su padre, uniéndose a los Invasores y luchando contra Hombre Supremo. Roger, a su vez, toma el manto del Destructor.
Más tarde, Brian es cargado por un rayo mágico al luchar con Thor. Gana la habilidad de disparar electricidad de sus dedos. Tras la guerra, Brian sigue activo como Union Jack, y es instrumental en la fundación del Batallón-V junto a Roger Aubrey y otros héroes de la era.
Brian Falsworth es interesante por ser, posiblemente, el primer (cronológicamente hablando) superhéroe homosexual de Marvel Comics.
Un accidente de coche en una carretera británica en 1953 terminó abruptamente la carrera de Brian Falsworth y su vida.
En la serie limitada de 2008 Vengadores/Invasores él es parte de los Invasores de la era de la Segunda Guerra Mundial. Sus compañeros están perdidos en el tiempo y luchan con los Vengadores. En corrientes temporales diferentes, Union Jack muere una y otra vez.

### Joseph Chapman
La tercera persona en asumir el papel de Union Jack es Joseph "Joey" Chapman. Aparece por primera vez en Capitán América # 253. Fue creado por el escritor Roger Stern y el artista John Byrne.
La encarnación de Chapman como el actual Union Jack es la única que no es un miembro de la línea Falsworth o parte de cualquier familia aristocrática británica. Más bien, Joey Chapman, nacido en Mánchester, Inglaterra, es el hijo de clase obrera de un constructor naval.
Chapman se convierte en Union Jack cuando, al visitar la Mansión Falsworth con su amigo, Kenneth Crichton (sobrino de Brian Falsworth y más tarde el Barón Sangre III), se pone el traje para sustituir a Kenneth y salvar la vida de James Montgomery Falsworth, Lord Falsworth, que ha sido atacado por Barón Sangre.
Durante un tiempo combatió el crimen por su cuenta, actuando como un héroe para el hombre común en oposición al aristocrático Capitán Britania. Su rivalidad se hizo más evidente cuando ambos fueron elegidos como los Caballeros de Pendragón por el Caballero Verde de Avalon. Capitán Britania no permaneció como Pendragón por mucho tiempo, pero Union Jack se apegó con el nuevo equipo hasta que se disolvió cuando la mitad del equipo viajó a un mundo paralelo para ofrecer ayuda humanitaria. Durante su tiempo con los CdP el físico de Union Jack aumentó cercano al de Hulk en proporción y se fue a través de una serie de trajes alternativos. Después de que los Caballeros de Pendragón se separan y su musculatura mejorada vuelve a la normalidad él vuelve con el uniforme clásico y vuelve a la lucha contra el crimen en solitario. También se enfrenta a un culto de vampiros liderado por un vampiro que había sido creado por el Barón Sangre original.
Chapman usa después un traje militar mejorado, y se une a la encarnación moderna de los Invasores, dirigidos por Jim Hammond, la Antorcha Humana original. Durante un tiempo, Chapman se involucró sentimentalmente con su compañera de equipo de los Nuevos Invasores, Spitfire. Desde entonces, han decidido ser amigos y él sigue activo en la comunidad del espionaje del Reino Unido.

## Poderes y habilidades
James Montgomery Falsworth es un hombre atlético sin poderes sobrehumanos. Sin embargo, posee adiestramiento en el campo del espionaje, instrucción militar en combate con y sin armas y es veterano de dos guerras mundiales. Lleva un traje a prueba de balas, una daga de 15 cm y un revólver Webley calibre .455, utilizando ambos con gran habilidad. Falsworth comienza a usar silla de ruedas en 1942 y su muerte es provocada por una afección cardiaca debida a la vejez extrema.
Durante su carrera inicial como el segundo Union Jack, Brian Falsworth no poseía poderes sobrehumanos. Era un hombre extraordinariamente atlético, pero, habiendo sido expuesto a una variante de la Fórmula Super Soldado, ha mejorado hasta el pico del potencial humano, y fue entrenado altamente en combate armado y desarmado. Al igual que su padre, llevaba un tejido a prueba de balas y utiliza principalmente un revólver Webley .455 y una daga de 6 ". Después de un encuentro con Thor más tarde en su carrera, ganó la habilidad para descargar relámpagos místicos de sus dedos después de que su cuerpo fue energizado por un rayo.
Como los que tenían el título de Union Jack antes que él, Joey Chapman es un atleta con el mejor estado físico. Además, su fuerza, velocidad y resistencia han mejorado por el Poder del Pendragón. Chapman por lo general lleva un arma de algún tipo (cambiando según convenga en la misión) y una daga con filo plateada utilizada para los enemigos sobrenaturales.

## Otras versiones

### Earth-4904
Llamado Byron Falsworth, Falsworth es Mayor Commonwealth un miembro del Cuerpo de Capitanes Britania que apareció en Mighty World Of Marvel vol. 2, #13.

## En otros medios

### Películas
- En Iron Man 2 (2010), el nombre de Joseph Chapman aparece en la pantalla como un piloto de carreras británico en el Gran Premio de Mónaco.[cita requerida]
- James Montgomery Falsworth aparece en Capitán América: el primer vengador (2011), interpretado por J. J. Feild. Es uno de los varios prisioneros de guerra que se encuentran recluidos en una fábrica de HYDRA y son liberados por el Capitán América, y posteriormente se une a su unidad. Esta encarnación no utiliza la identidad de Union Jack.
- En una escena eliminada filmada para The Avengers, el archivo de Falsworth es uno de varios que el Capitán América revisa después de ser revivido en la actualidad, y aparece como fallecido.

### Videojuegos
- James Montgomery Falsworth aparece en el videojuego Capitán América: Supersoldado con la voz de J. J. Feild.
- La versión de James Falsworth de Union Jack aparece como un personaje jugable en Marvel: Avengers Alliance.
- La versión de James Falsworth de Union Jack aparece como un personaje jugable en Lego Marvel Super Heroes.
- La versión de James Falsworth de Union Jack aparece como un personaje jugable en Lego Marvel's Avengers.
- La versión de Brian Falsworth de Union Jack es un personaje jugable en Marvel Avengers Academy, lo que lo convierte en el primer personaje gay del juego.

## Ediciones recogidas
Las apariencias principales de Union Jack han sido recogidas en un número de tomos:
- Invasores Clásico (escrito por Roy Thomas, con lápices de Frank Robbins y tinta de Vince Colletta/Frank Springer):
  - Volumen 1 (incluye Invasores #7-9, julio - octubre de 1976, tpb, 248 páginas, julio de 2007, ISBN 0-7851-2706-2)
  - Volumen 2 (incluye Invasores #10-21, noviembre 1976 - octubre de 1977, tpb, 240 páginas, julio de 2008, ISBN 0-7851-3120-5)
  - Volumen 3 (recoge Invasores #22-23 y #25-34, 224 páginas, febrero de 2009, ISBN 0-7851-3720-3)
- Capitán América: Guerra y Memoria (por John Byrne y Roger Stern, con lápices de John Byrne y tinta de Josef Rubinstein, el tpb incluye Capitán América #253-254, 1981, 208 páginas, julio de 2007, ISBN 0-7851-2693-7)
- Union Jack (escrito por John Cassaday y Ben Raab, con arte de John Cassaday, mini-serie de 3 ediciones, diciembre de 1998 - febrero de 1999, tpb, 96 páginas, abril de 2002, ISBN 0-7851-0934-X)
- Nuevos Invasores: Terminar Todas las Guerras (escrito por Allan Jacobsen, con arte de Jorge Lucas y C. P. Smith, el tpb recoge Nuevos Invasores #1-9, octubre de 2004 - junio de 2005, 216 páginas, julio de 2005, ISBN 0-7851-1449-1)
- Capitán América: Amenaza Roja Volumen 2 (escrito por Ed Brubaker con arte de Steve Epting, el tpb recoge Capitán América #18-21, julio-octubre de 2006, 104 páginas, diciembre de 2006, ISBN 0-7851-2225-7)
- Union Jack: Caída de Londres (escrito por Christos Gage, con lápices de Mike Perkins y tinta de Drew Hennessy, mini-serie de 4 ediciones, noviembre de 2006 - febrero de 2007, tpb, 96 páginas, julio de 2007, ISBN 0-7851-2181-1)
- Vengadores/Invasores (recoge Vengadores/Invasores #1-4, tapa dura, 96 páginas, septiembre de 2009, ISBN 0-7851-2942-1)